# Rachel Caine
Rachel Caine, pseudônimo de Roxanne Longstreet Conrad (27 de abril de 1962 - 1 de novembro de 2020), foi uma escritora norte-americana de romances de ficção científica, fantasia, mistério, suspense e horror. Ela usou esses outros pseudônimos: Julie Fortune, Ian Hammel, e variações do se nome: Roxanne Conrad e Roxanne Longstreet.

## Biografia
Ela cresceu no oeste do Texas. Ela se formou em contabilidade pela Universidade de Tecnologia do Texas em 1985, com especialização em música. Rachel Caine escreveu e publicou romances e contos desde 1990. Ela era uma musicista profissional que tocou com músicos notáveis, incluindo Henry Mancini, Peter Nero e John Williams.
A partir de 1999, ela trabalhou em comunicações corporativas como web designer, editora, gerente de comunicações corporativas e finalmente, como diretora de comunicações corporativas de uma grande empresa multinacional. Ela fez um hiato de oito meses durante a maior parte de 2008 para cumprir prazos urgentes e se aposentou de sua posição para escrever em tempo integral em 2010. Ela morava no norte do Texas com seu marido, o artista Cat Conrad.

### Morte
Em 2018, ela foi diagnosticada com sarcoma de partes moles (câncer). Ela morreu em 1 de novembro de 2020.

## Obras (parcial)

### Livros isolados
- Copper Moon (1997) (como Roxanne Conrad)
- Bridge of Shadows (1998) (como Roxanne Conrad)
- Exile, Texas (2003)
- Prince of Shadows (2014)
- Marion, Missing (2016) novela

### Weather Warden
1. Ill Wind (2003)
2. Heat Stroke (2004)
3. Chill Factor (2005)
4. Windfall (2005)
5. Firestorm (2006)
6. Thin Air (2007)
7. Gale Force (2008)
8. Cape Storm (2009)
9. Total Eclipse (2010)

- Shiny (2011) (no Chicks Kick Butt)

### Red Letter Days
1. Devil's Bargain (2005)
2. Devil's Due (2006)

### Morganville Vampires
1. Glass Houses (2006)
2. Dead Girl's Dance (2007)
3. Midnight Alley (2007)
4. Feast of Fools (2008)
5. Lord of Misrule (2008)
6. Carpe Corpus (2009)
7. Fade Out (2009)
8. Kiss of Death (2010)
9. Ghost Town (2010)
10. Bite Club (2011)
11. Last Breath (2011)
12. Black Dawn (2012)
13. Bitter Blood (2012)
14. Fall of Night (2013)
15. Daylighters (2013)

- Midnight Bites (2016)

### Outcast Season
1. Undone (2008)
2. Unknown (2010)
3. Unseen (2011)
4. Unbroken (2012)

- 3.5 Running Wild (2011) em Those Who Fight Monsters: Tales of Occult Detectives

### Revivalist
1. Working Stiff (2011)
2. Two Weeks Notice (2012)
3. Terminated (2013)

### Great Library
1. Ink and Bone (2015)
2. Paper and Fire (2016)
3. Ash and Quill (2017)
4. Smoke and Iron (2018)
5. Sword and Pen (2019)

- 0.1 Tigers in the Cage (2016)
- 0.5 Stormcrow (2016)

### Stillhouse Lake
1. Stillhouse Lake (2017)
2. Killman Creek (2017)
3. Wolfhunter River (2019)
4. Bitter Falls (2020)
5. Heartbreak Bay (2021)

### Honors
(com Ann Aguirre)
1. Honor Among Thieves (2018)
2. Honor Bound (2019)
3. Honor Lost (2020)